# گلچین سانتیرجی‌اوغلو
گلچین سانتیرجی‌اوغلو (انگلیسی: Gülçin Santırcıoğlu؛ زادهٔ ۱۹۷۷ (۴۷–۴۸ سال)) بازیگر اهل ترکیه است. وی از سال ۲۰۰۴ میلادی تاکنون مشغول فعالیت بوده‌است.
از فیلم‌ها یا برنامه‌های تلویزیونی که وی در آن نقش داشته‌است می‌توان به تخممرغ، قیام ارطغرل، و هرجایی اشاره کرد.